# جهاز المخابرات العامة (العراق)
جِهاز المُخَابَرَات العِراقِيّ كان الجهاز الرئيسي لِلْمُحَافَظَة على أمن دولة العراق من الجهات الخارجية إبان حكم الرئيس السابق صدام حسين وكانت ما تسمى بالمديرية الثالثة مديرية المعلومات والقيود من الجهاز مختصة بجمع وتحليل المعلومات التي كانت تهم أمن الدولة. وكانت من أهم المديريات هي المديرية الرابعة حيث كانت تضم أعضاء سريين اندمجوا مع الدوائر الحكومية والسفارات والنقابات وأحزاب المعارضة خارج العراق.
كانت المُخَابَرَات العِراقِيَّة واجباتها حماية امن الدوله الخارجي. الامن القومي ، في حين كان تخصص المُخَابَرَات العِراقِيَّة أمن العِراقِيّ الخارجي كما أسلف ذكره علاوة على ما تقدم، فقد زعم أنَّ الشُعبة الثانية من المُخَابَرَات العِراقِيَّة كانت هي المسؤولة عن عددٍ من الأغتيالات كأغتيال الشيخ طالب السهيل التميمي في بيروت نيسان 1994 ومهدي الحكيم في السودان كانون الثاني 1988 ود. إياد حبش في روما تشرين الثاني 1986 وجورج بوش الأب عند زيارته الكويت في نيسان 1993 والتي أسفرت عن قصف انتقامي لمقر المُخَابَرَات العِراقِيّ في بغداد في 26 حزيران من قِبل الطائرات الأمريكية. رسميًا، كانت المُخَابَرَات العِراقِيَّة تابعة سكرتارية الامن القومي في العِراق إلا أنها كانت تستلم أوامرها من مجلس قيادة الثورة.

## نبذة عن نشوء جهاز المخابرات في العراق
بين عامي 1964 و 1966 أُنيط بالرئيس السابق صدام حسين الذي كان في وقته عضوا شابا في حزب البعث مسؤولية الجهاز الخاص لأمن الحزب والذي كان يسمى جهاز حنين، بعد عام 1968 ومجيء حزب البعث للسلطة بعد الإطاحة بالرئيس عبد الرحمن عارف، طوّر صدام حسين جهاز حنين ليشمل اختصاصه الأمن الداخلي للدولة وسماه بالجهاز الخاص وفي عام 1973 وبعد محاولة اغتيال فاشلة للرئيس أحمد حسن البكر من قبل ناظم كزار الذي كان بمنصب مدير الأمن العام في ذلك الوقت قام صدام حسين بتغييرات جذرية في الجهاز الخاص إذ تطور في عهد برزان من مديرية المخابرات إلى رئاسة المخابرات، ثم بعد إقالة برزان إبراهيم، تغير الاسم إلى جهاز المخابرات يوم 26 كانون الأول سنة 1983، وارتبط بمجلس قيادة الثورة.
في عام 1979 طرأت على جهاز المخابرات العراقي تغييرات كبيرة حيث كان في ذلك الوقت يترأس من قبل سعدون شاكر لكن عملية الاغتيال الفاشلة التي قام بها أعضاء من حزب الدعوة الإسلامية أثناء مرور موكب الرئيس العراقي في مدينة الدجيل حدى بالرئيس صدام حسين في عام 1982. وفي عام 1980 تم تعيين شقيقه برزان إبراهيم التكريتي. ومن الجدير بالذكر أن قضية الدجيل كانت أول قضية حوكم بها الرئيس العراقي السابق بعد خلعه من الحكم. في منتصف عام 1983 أُقيل برزان إبراهيم الحسن وجيء بهشام صباح الفخري رئيس للجهاز وبعد أشهر قليلة عاد الفخري إلى الجيش  أول عام 1984 نقل مدير الأمن العام الدكتور فاضل البراك  رئيس لجهاز المخابرات في عهد البراك وحسب شهادة ضباط مخابرات تم تطوير الجهاز بشكل كبير بشهادة سالم الجميلي في عهده تم إقرار منهجية عمل جهاز المخابرات وكانت بمثابة دستور عمل الجهاز وتم إنجاز نظام معالمة المعلومات ونظام إدارة المصادر وتحديد الصلاحيات المفاصل القيادية في الجهاز بشكل دقيق وتحول الجهاز إلى مؤسسة أمنية رصينة، عام 1989 نقل البراك رئيس للدائرة السياسية ومستشار الرئيس لشؤون الأمن القومي واستلم معاون البراك السيد فاضل صلفيج العزاوي مدير جهاز بالوكالة لمدة أربعة أشهر.
في التسعينيات ترأّس المخابرات العراقية الشقيق الآخر لصدام حسين، سبعاوي إبراهيم التكريتي الذي عزل من منصبه عام 1992 لعدم كفائته كما عزل برزان إبراهيم التكريتي قبله والذي عُيِّن سفيرا دائما للعراق في منظمة حقوق الإنسان التابعة ل الأمم المتحدة ومقرها جنيف وحل محل سبعاوي السيد صابر عبد العزيز الدوري وعام 1994عُيّن مانع عبد الرشيد  مدير للجهاز في عام 1999 كان رئيس المخابرات العراقية رافع دحام مجول التكريتي  الذي كان في السابق سفير العراق في تركيا قد توفي هذا الشخص في ظروف غامضة حيث نشرت وكالات الأنباء العراقية والدولية خبرا مفاده أنه توفي بسكتة قلبية في مستشفى ابن سينا حيث كان يسكن في منطقة العامرية غرب بغداد ولكن هذه الحادثة حدثت بعد ثلاثة أيام فقط من تخليه من منصبه لطاهر جليل الحبوش (مدير الأمن العامة سابقا) وقد زعم البعض أنه تم اغتياله. وجاء بعده طاهر جليل حبوش  خلال حرب احتلال العراق عام 2003 اختفى الحبوش لأساب غامضة اضطر الرئيس لعزل الحبوش وتم تعين مدير أمن جهاز المخابرات ليكون مدير للجهاز أثناء الحرب السيد خالد النجم وهو آخر مدير جهاز في عهد صدام.

## المدراء لجهاز المخابرات العراقي
- سعدون شاكر العبيدي (1973–1977)
- برزان إبراهيم التكريتي (1977–1983)
- هشام صباح الفخري  (1983–1984)
- فاضل البراك (1984–1989)[15]
- سبعاوي ابراهيم التكريتي (1989–1994)
- صابر عبد العزيز الدوري (1994-1995)
- مانع عبد رشيد ( 1995-1998)
- رافع دحام التكريتي ( 1998-1999)
- طاهر جليل حبوش (1999–2003)

## دور المخابرات بعد سقوط بغداد 9 أبريل 2003
تم حل المخابرات العراقية مع دوائر أخرى بأمر بول بريمر رقم 2، رئيس الحكومة العراقية المؤقتة. وتم إنشاء جهاز المخابرات الوطني العراقي بعد ذلك.
و كان للعراق إبان حكم البعث عدة أجهزة أمنية وليست جهاز المخابرات رغم أن هذا الجهاز يحتل المرتبة الأولى من حيث الأهمية إلا أنه يختص بالدرجة الأساس بالحفاظ على أمن العراق الخارجي والتصدي للعمليات الخارجية وفيما يلي ترتيب تلك الأجهزة
1.كان جهاز المخابرات التابع إلى رئاسة الجمهورية وليس وزارة الداخلية
2. مديرية الاستخبارات العسكرية العامة التابعة إلى رئاسة الجمهورية
3. جهاز الأمن الخاص المسؤول عن أمن الرئاسة والمناطق الرئاسية والتابع إلى ديوان رئاسة الجمهورية
4. مديرية الأمن العام التابعة إلى سكرتير رئيس الجمهورية عبد حمود التكريتي
5. وزارة الداخلية التي تضم مديريات الشرطة بمختلف التخصصات.
6. جهاز مراقبة الكفائات العلمية في خارج العراق. وهو جهاز سري وله ارتباط مباشر برئاسة الجمهورية ولقد أشرف عليه العديد من الأكاديميين العراقيين مثل عبد السلام قاسم العواد، وطلعت زامل البو نمر وإحسان رضا الدلوي.